# Волосенко, Александра Владимировна
Александра Владимировна Волосенко (Пикова) (укр. Олександра Володимирівна Волосенко (Пикова); род. 3 мая 1930, Вологодская область) — звеньевая, бригадир виноградарского совхоза «Коктебель» Министерства пищевой промышленности, Крымская область РСФСР, Герой Социалистического Труда (1951).

## Биография
Родилась 3 мая 1930 года на территории современной Вологодской области. Русская. Переехала в Крым по программе переселения. Во второй половине 1940-х годов трудилась в виноградарском совхозе «Коктебель» Крымской области в звене знатного виноградаря, дважды Героя Социалистического Труда М. А. Брынцевой, которая была её наставником. Позже Александра Владимировна сама возглавила звено, которое по итогам работы в 1950 году добилось урожайности винограда 108,9 центнера с гектара на площади 7,2 гектара.
Указом Президиума Верховного Совета СССР от 23 июля 1951 года «За получение в 1950 году высокого урожая винограда» Пиковой Александре Владимировне присвоено звание Героя Социалистического Труда с вручением ордена Ленина и золотой медали «Серп и Молот». В последующие годы звено А. В. Волосенко (в замужестве) продолжало показывать высокие производственные результаты.
Депутат Крымского областного Совета депутатов трудящихся 11-го созыва (24 марта 1967 – 31 марта 1969) от Феодосии; выборы прошли 12 марта 1967 года.
Почётный житель Щебетовки (2006). В настоящее время проживает в посёлке городского типа Щебетовка, городского округа Феодосии.

## Награды[1]
- Герой Социалистического Труда (23.07.1951);
- орден Ленина (23.07.1951);
- два ордена Знак Почёта (24.06.1949 и 30.04.1966);
- медаль «За доблестный труд. В ознаменование 100-летия со дня рождения Владимира Ильича Ленина»

## Память
- В 1970 её гранитный бюст выполнил крымский скульптор В. В. Петренко.
- Отмечена в мемориале Герои Социалистического Труда Крыма на Набережной в Симферополе.